# Nazionale di bob della Giamaica
La nazionale di bob della Giamaica è la selezione che rappresenta la Giamaica nelle competizioni internazionali di bob.
La squadra ha preso parte a otto edizioni dei Giochi olimpici invernali, facendo il suo debutto ai Giochi olimpici invernali di Calgary 1988 grazie alla passione di un allenatore statunitense. Le vicende del quartetto caraibico, quasi per intero composto da ex velocisti, fu immortalato nel film della Disney Cool Runnings - Quattro sottozero. Altre nazioni tropicali, quali Brasile, Messico, Isole Vergini, Samoa Americane, Porto Rico, Trinidad e Tobago e Antille Olandesi, formarono in seguito delle loro squadre di bob.
La squadra giamaicana di bob si allena a Evanston (Wyoming), il loro motto è "The Hottest Thing on Ice" ("La cosa più calda sul ghiaccio").

## Storia

### Origini
L'idea di creare una squadra giamaicana di bob venne da due uomini d'affari statunitensi, George B. Fitch e William Maloney, che avevano affari e legami familiari con la Giamaica. Entrambi vivevano sull'isola caraibica ed ebbero l'idea guardando le locali gare di carretti a spinta:  pensarono che somigliasse al bob, eccetto che per il ghiaccio; inoltre, dato che la partenza è una parte molto importante per la discesa di un bob e che la Giamaica aveva tanti atleti velocisti, pensarono di poter reclutare qualcuno degli atleti delle olimpiadi estive, ma questi non stravedevano per l'idea. Avendo difficoltà a trovare volontari che si cimentassero nella disciplina, i due si rivolsero al Colonnello Ken Barnes dell'forze armate giamaicane, da cui arrivarono le prime tre adesioni: il capitano dell'aeronautica Dudley Stokes, il tenente del secondo battaglione Devon Harris e il riservista Michael White. Poco dopo si unirono alla squadra Freddie Powell e Clayton Solomon, ai quali si aggiunse poi Caswell Allen. I finanziamenti arrivarono dallo stesso Fitch e dall'ente turistico giamaicano.

### Le prime Olimpiadi invernali
Dopo una prima fase di allenamenti in Giamaica, la squadra effettuò alcune sedute a Lake Placid, negli Stati Uniti, e a Igls, in Austria, sotto la guida tecnica di Sepp Haidacher. Grazie agli allenamenti la squadra migliorò le proprie prestazioni e guadagnò popolarità rapidamente, arrivando a riuscire a iscrivere un equipaggio per la gara di bob a due e un equipaggio per la gara di bob a quattro dei XV Giochi olimpici invernali di Calgay 1988. All'arrivo in Canada, un membro dell'equipaggio si infortunò e venne sostituito da Chris Stokes, fratello di Dudley, un velocista ma con esperienza quasi nulla su un bob. Nella gara di bob a due l'equipaggio era composto da Dudley Stokes come pilota e da Michael White come frenatore. Dopo il 34º posto su 41 equipaggi nella prima manche, il bob giamaicano si classifico 22º nella seconda manche, davanti anche a equipaggi di maggiore esperienza. Con le altre due manche il duo si classificò al 30º posto. Nella gara di bob a quattro l'equipaggio era composto da Dudley Stokes come pilota, da Michael White come frenatore più Devon Harris e Chris Stokes. Nelle prime due manche il bob giamaicano si classificò al 24º e 25 º posto, rispettivamente, su 26 equipaggi. Nella terza manche Dudley Stokes perse il controllo del bob nella curva "Kreisel" e il bob si rovesciò; una volta che il bob si fermò, l'equipaggio uscì e spinse il bob fino al traguardo. Non partecipando alla quarta manche, l'equipaggio non venne classificato nella competizione.
La storia di come l'equipaggio venne formato e la loro partecipazione ai Giochi olimpici di Calgary 1988 ispirarono qualche anno dopo il film Cool Runnings - Quattro sottozero della Disney.

### Una squadra in crescita

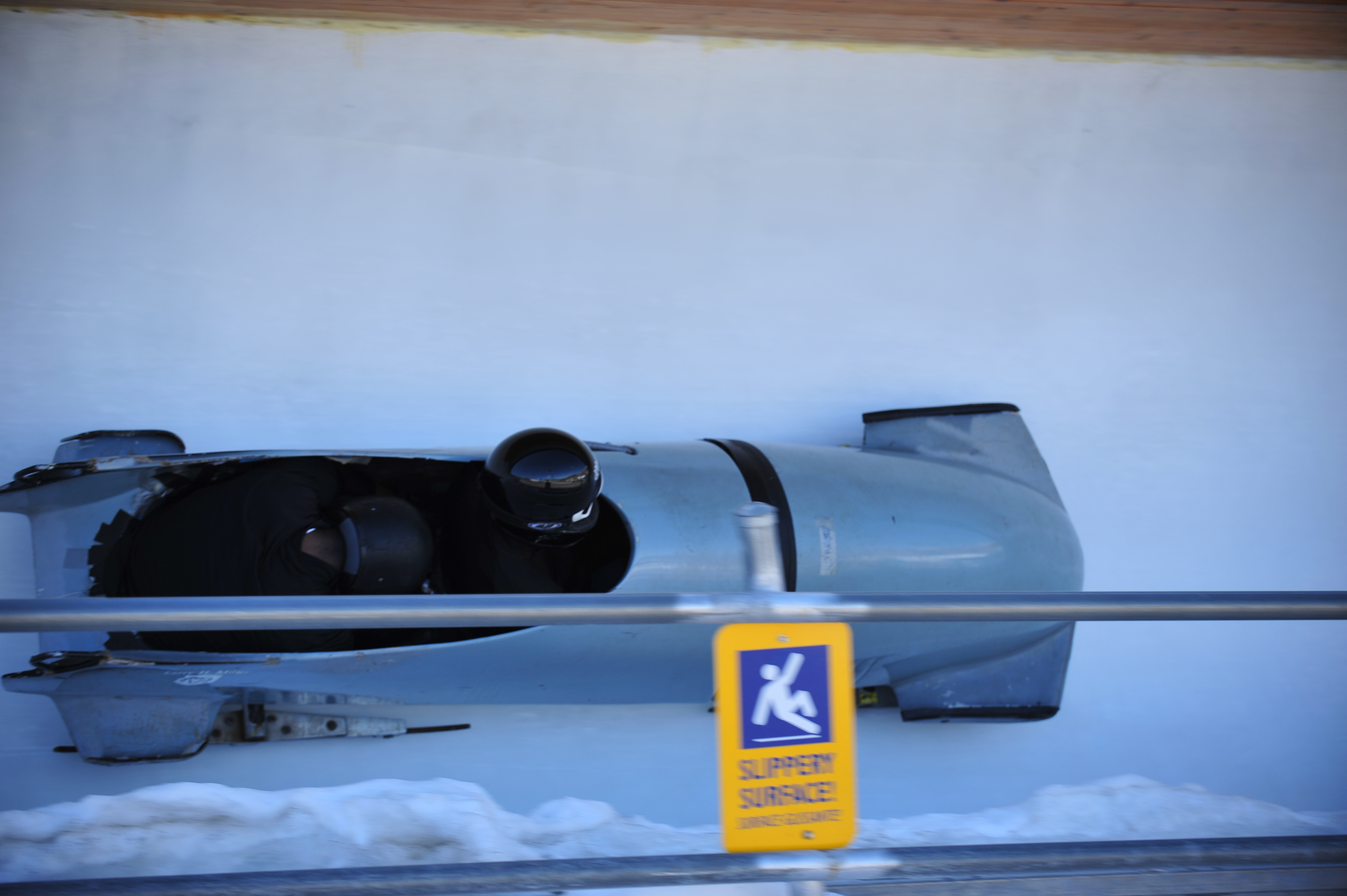
Bob giamaicano nel 2009

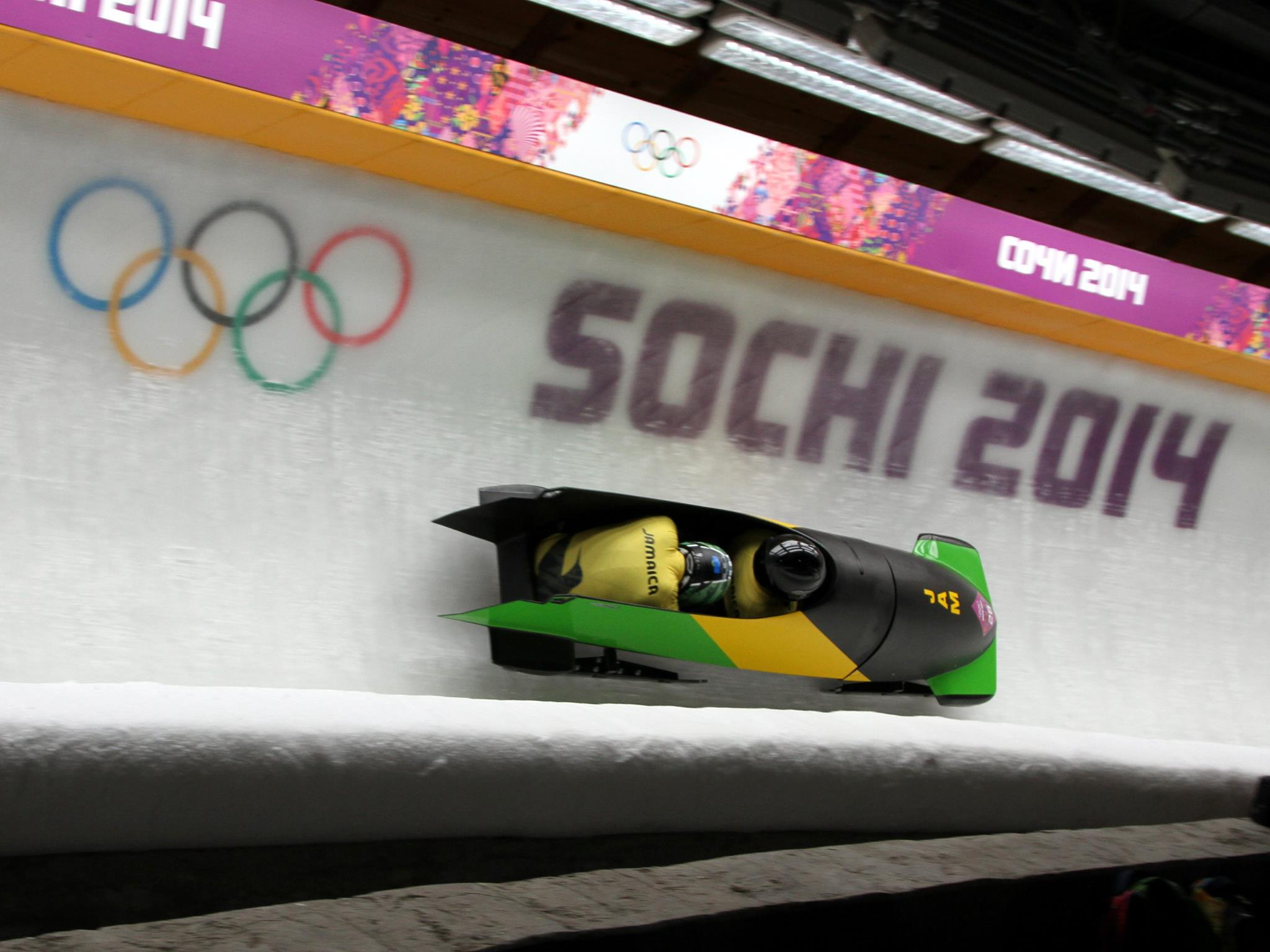
Bob a due della Giamaica alle Olimpiadi di

La squadra tornò ai Giochi olimpici invernali di Albertville 1992, in Francia, concludendo al 25º posto. Si qualificarono anche per i giochi di Lillehammer 1994, dove sbalordirono i critici quando conclusero la gara al 14º posto, davanti a Stati Uniti, Russia, Australia e Francia; anche l'equipaggio di bob a due ottenne un buon risultato, classificandosi 10º posto, davanti a team importanti come un equipaggio della Svezia, salvo poi essere squalificato.
Al World Push del 2000 a Monaco la squadra vinse la medaglia d'oro.
Ai Giochi Olimpici Invernali di Salt Lake City 2002, la squadra a due composta dal pilota Winston Watts e dal frenatore Lascelles Brown stabilì il record della pista di bob di Park City e il record olimpico per il segmento con partenza a spinta del bob a due uomini in gara (4,78 secondi). La Giamaica non è riuscita a qualificarsi per le Olimpiadi invernali di Torino 2006, tuttavia Lascelles Brown, grazie alla doppia cittadinanza, riuscì a partecipare con la Nazionale di bob del Canada, con cui conquistò la medaglia d'argento nel bob a due; nei successivi giochi di Vancouver 2010 vinse anche la medaglia di bronzo nel bob a quattro sempre con il Canada, mentre la squadra giamaicana non era riuscita a qualificarsi.
Nel 2014, dopo alcune difficoltà di reperimento dei fondi, la selezione giamaicana ha partecipato alle Olimpiadi invernali di Soči nel bob a due, giungendo 29ª.
Nel 2015 la bobbista statunitense Jazmine Fenlator-Victorian, il cui padre è di origini giamaicane, ottenne la cittadinanza dell'isola e partecipò ad alcune gare di Coppa del Mondo di bob nella stagione 2017-2018, in vista dei giochi di Pyeongchang 2018 cui prenderà parte rappresentando il paese caraibico.
Per il 2022, la Giamaica ha qualificato tre squadre: il bob a quattro e il bob a due maschili, oltre al monobob femminile.

## Partecipazione ai giochi olimpici invernali

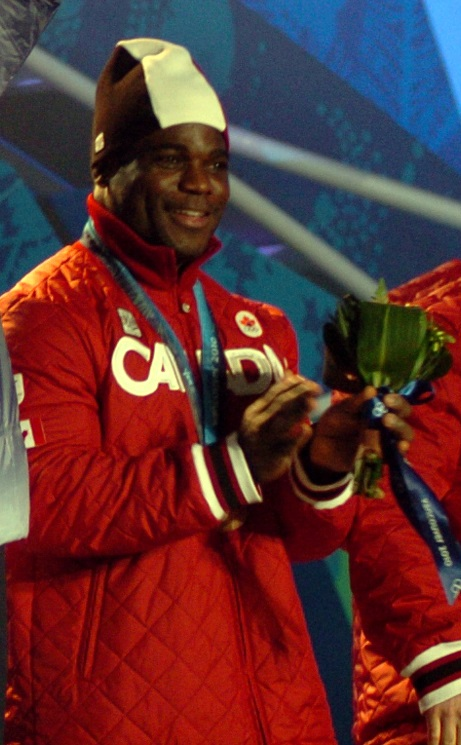
Dopo aver lasciato la squadra giamaicana, Lascelles Brown ha vinto due medaglie olimpiche con la nazionale di bob del Canada

### Bob a quattro uomini
| Anno | Città       | classifica | Composizione                                                   |
| ---- | ----------- | ---------- | -------------------------------------------------------------- |
| 1988 | Calgary     | DNF        | Dudley Stokes, Devon Harris, Michael White, Chris Stokes       |
| 1992 | Albertville | 25         | Dudley Stokes, Ricky McIntosh, Michael White, Chris Stokes     |
| 1994 | Lillehammer | 14         | Dudley Stokes, Winston Watts, Chris Stokes, Wayne Thomas       |
| 1998 | Nagano      | 21         | Dudley Stokes, Winston Watts, Chris Stokes, Wayne Thomas       |
| 2022 | Pechino     | 28         | Shanwayne Stephens, Rolando Reid, Ashley Watson, Matthew Wekpe |

### Bob a due uomini
| Anno | Città          | classifica | Composizione                                             |
| ---- | -------------- | ---------- | -------------------------------------------------------- |
| 1988 | Calgary        | 30         | Dudley Stokes, Michael White                             |
| 1992 | Albertville    | 35 36      | Devon Harris, Ricky McIntosh Dudley Stokes, Chris Stokes |
| 1994 | Lillehammer    | DQ         | Dudley Stokes, Wayne Thomas                              |
| 1998 | Nagano         | 29         | Devon Harris, Michael Morgan                             |
| 2002 | Salt Lake City | 28         | Winston Watts, Lascelles Brown                           |
| 2014 | Soči           | 27         | Winston Watts, Marvin Dixon                              |
| 2022 | Pechino        | 30         | Shanwayne Stephens, Nimroy Turgott                       |

### Bob a due donne
| Anno | Città       | classifica | Composizione                               |
| ---- | ----------- | ---------- | ------------------------------------------ |
| 2018 | Pyeongchang | 19         | Jazmine Fenlator-Victorian, Carrie Russell |

### Monobob donne
| Anno | Città   | classifica | Composizione               |
| ---- | ------- | ---------- | -------------------------- |
| 2022 | Pechino | 19         | Jazmine Fenlator-Victorian |

## Palmarès
- Oro 2000 World Push Championships di Monte Carlo[13]

## Nella cultura di massa

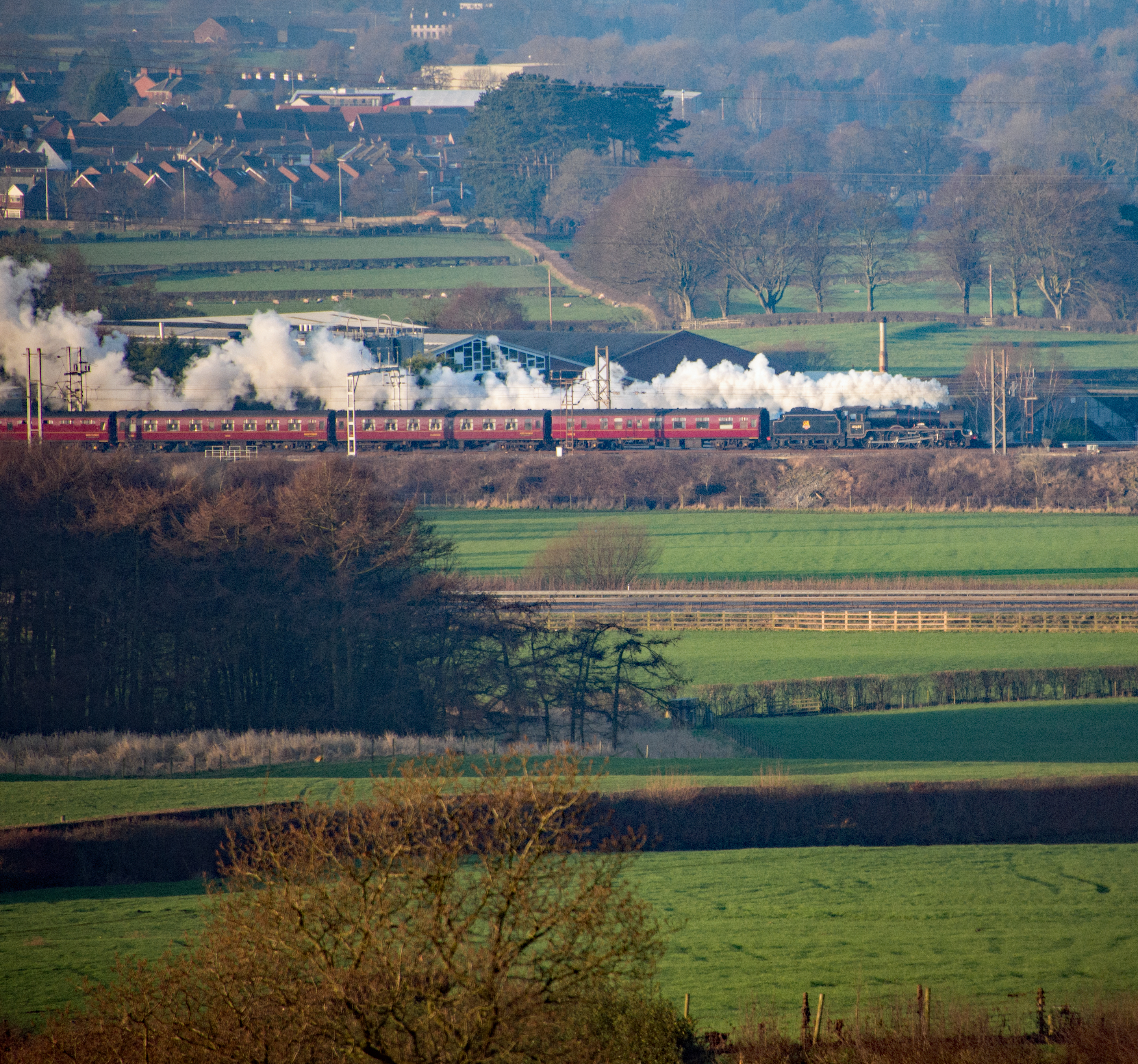
Una scena dal film Cool Runnings - Quattro sottozero

La squadra del 1988 ha ispirato la canzone parodia reggae Jamaican Bobsled dei The Rock'n'Roll Animals, trasmessa dalla stazione radio GTR e successivamente pubblicata nel CD Yatta, Yatta, Yatta. La canzone è stata registrata dopo che la Giamaica aveva annunciato la partecipazione di una squadra di bob alle Olimpiadi, ma prima che le Olimpiadi fossero effettivamente iniziate; ciononostante, il testo predice con precisione che la squadra si sarebbe schiantata durante una delle sue corse.
Nel 1993, la Disney ha distribuito Cool Runnings - Quattro sottozero, film liberamente basato e ispirato all'esperienza della squadra nel bob a quattro alle Olimpiadi invernali del 1988.
La squadra del 1988 è stata citata nell'episodio Xmas Story di Futurama del 1999.
Nella campagna Celebrate Humanity delle Olimpiadi invernali 2002 il Comitato Olimpico Internazionale lanciò uno spot televisivo nel 2001 con alcune scene della partecipazione della squadra caraibica alle olimpiadi del 1998. Hanno inoltre partecipato a tre spot pubblicitari della FIAT tra il 2000 e il 2006.
La squadra del 2014 è stata l'ispirazione per la canzone The Bobsled Song, scritta da Sidney Mills degli Steel Pulse, Jon Notar e Groove Guild. Il video musicale presenta una grafica a 8 bit. La canzone è sincronizzata con la corsa del bob della squadra a Soči. La canzone è stata ampiamente trasmessa nei servizi televisivi sulle Olimpiadi prima della corsa della squadra.